# Olistostroma
Olistostroma – warstwa gruboklastycznego, źle wysortowanego, niewarstwowanego osadu powstała w wyniku zsuwania się (ześlizgiwania) luźnego osadu w zbiorniku sedymentacyjnym (najczęściej morskim).
Miąższość olistostrom wynosi od kilkudziesięciu cm do 300 m. Znana długość najbardziej rozległych dochodzi do 100 km.
W Polsce olistostromy opisano na Pogórzu Kaczawskim, m.in. w rejonie Rzeszówka oraz Dobkowa (metamorfik kaczawski).